# Джесика Шатък
Джесика Шатък (на английски: Jessica Shattuck) е американска писателка, авнорка на произведения в жанра социална драма и исторически роман.

## Биография и творчество
Джесика Шатък е родена през 1972 г. във Вашингтон, САЩ. Израства с майка си в Кеймбридж, Масачузетс. Майка ѝ е родена в Германия и имигрира в САЩ, за да започне наново, далеч от миналото на родителите си, които са симпатизанти на нацистите. Завършва Харвардския университет с бакалавърска степен през 1994 г. и получава магистърска степен по изкуства от Колумбийския университет през 2001 г.
Първият ѝ роман „The Hazards of Good Breeding“ (Опасностите от доброто отглеждане) е издаден през 2003 г. Той е история за богатото старо бостънско семейство Дънлап, в което потиснатите желания и страхове се разкриват след завръщането от колежа на младата Каролайн. Романът става бестселър и е определен като забележителна книга в списъка на „Ню Йорк Таймс“.
Белязана от семейното минало, Джесика Шатък живее дълги години в Германия, за да намери отговори на въпросите си и да направи много проучвания в продължение на 7 години. В резултат от това ѝ изследване, през 2017 г. е издаден романът ѝ „Жените в замъка“, исторически портрет на един от най-трудните и мрачни периоди в човешката история. Главната героиня, Мариане фон Лингенфелс, е вдовица на лидерите на неуспешния опит за убийството на Хитлер през юли 1944 г. Тя се опитва да спаси някои от децата и съпругите на участниците в заговора, като ги приюти в замъка на фамилията на съпруга си. Романът третира темата за чувството за вина за войната и Холокоста, и пътя за изкупление и прошка. Романът става бестселър, печели наградата за книга на Нова Англия, и е предвиден за екранизиране в едноименния филм с участието на Дейзи Ридли и Кристин Скот Томас.
Нейни статии са публикувани в „Ню Йорк Таймс“, „Ню Йоркър“, „Glamour“, „Mother Jones“, „Wired“ и „The Believer“, и други. Преподава английска филология в Колумбийския университет и Дартмутския колеж.
Джесика Шатък живее със семейството си в Бруклин, Масачузетс.

## Произведения

### Самостоятелни романи
- The Hazards of Good Breeding (2003)[1][2][7]
- Perfect Life (2009)
- The Women in the Castle (2017)
Жените в замъка, изд.: ИК „Изток-Запад“, София (2019), прев. Галина Величкова

### Сборници
- Power Lines: Nine StoriesPower Lines: Nine Stories (2018)[2]

### Новели
- Little Green (2017)[2]

### Екранизации
- 2004 Bodies – късометражен
- ?? Women in the Castle